# Otar Marzwaladse
Otar Marzwaladse (georgisch ოთარ მარცვალაძე; * 14. Juli 1984 in Tiflis, Georgische SSR) ist ein georgischer ehemaliger Fußballspieler. In seiner Jugend und den ersten Profijahren spielte er beim Hauptstadtverein WIT Georgia Tiflis. Von 2006 bis 2009 spielte er bei Dynamo Kiew und deren zweiter Mannschaft. Zur Saison 2009 wechselte er in die russische 1. Division zu Anschi Machatschkala. Dort wurde er zum Topscorer und trug entscheidend zum Aufstieg des Clubs in die Premjer-Liga am Ende der Saison bei. Ab 2009 bis 2011 war er bei Anschi Machatschkala aktiv, gefolgt von Sioni Bolnisi (2011), Torpedo Kutaissi (2011–2012), FK Qəbələ (2012–2014), Zestafoni (2014–2015), Samtredia (2015–2016) und Dinamo Batumi (2016–2017). Für die georgische Nationalmannschaft bestritt er von 2004 bis 2012 insgesamt 16 Länderspiele und erzielte drei Tore. Nach seiner aktiven Karriere wurde er Jugendtrainer.
Er spielt seit 2006 als Stürmer in der georgischen Fußballnationalmannschaft. 2017 beendete er seine Karriere.